# 演奏会用アレグロ (ショパン)
演奏会用アレグロ（えんそうかいようアレグロ）イ長調 作品46（フランス語：Allegro de concert, Op. 46）は、フレデリック・ショパンが作曲したピアノ独奏曲。

## 概要
ショパンは2曲のピアノ協奏曲（第1番 作品11、第2番 作品21）を書いた後、1832年に第3番の作曲に着手していたものとみられるが、それは完成せず、後年の1841年になって、弟子のフリーデリケ・ミューラー（1816年-1895年）の依頼によってその着想は『協奏曲風の』ピアノ独奏曲に仕上げられた（曲は彼女に献呈されている）。ちなみに、作曲者は友人への手紙でこの曲を『協奏曲』と呼んでいることから、本来のタイトルは『協奏曲のアレグロ (Allegro de concerto)』だったと考えられる。
なお、この曲で演奏者は、ピアノ1台でオーケストラでのトゥッティ部分と、ピアノのソロの部分を弾き分けなければならず、オーケストラの部分は速いオクターブの進行が求められ、ピアノ独奏部でも高い技術が求められる点で、この曲を「ショパンの最難曲」とする評論家もいる。同様の趣向の曲としては、シャルル＝ヴァランタン・アルカンの『ピアノ独奏による協奏曲』(短調による12の練習曲の第8番～第10番)、ロベルト・シューマンの『ピアノソナタ第3番』がある。
ドイツの作曲家ジャン・ルイ・ニコデはピアノと管弦楽用および2台ピアノ用の編曲を残しているが、展開部などを大幅に追加している。また、オーストラリアのピアニストアラン・コゴソウスキは、この曲と夜想曲第20番、ボレロを編曲して「ショパンのピアノ協奏曲第3番」として発表している。 

## 構成
速度はAllegro maestosoで、協奏ソナタ形式を模したソナタ形式による。
管弦楽的な堂々とした序奏の後、やはり管弦楽的な第1主題と、ピアニスティックな第2主題が現れる。展開部は2曲のピアノ協奏曲と同じように、非常に華やかでピアノが先導する。再現部では第1主題がイ短調で再現され、第2主題は再現されない。曲は華やかな気分のまま、長大なコーダとなり、終結する。